# Diplomatie (pièce de théâtre)
Pour les articles homonymes, voir Diplomatie (homonymie).
Diplomatie est une pièce de théâtre de Cyril Gély créée au théâtre de la Madeleine en 2011, qui raconte la rencontre qui aurait pu avoir lieu, avant l'aube du 25 août 1944, entre le général Dietrich von Choltitz et le consul général de Suède Raoul Nordling à l'hôtel Meurice à Paris.
La pièce dévoile le processus qui a poussé le général allemand à désobéir aux ordres d'Adolph Hitler qui voulait la destruction de Paris. Les arguments avancés par Choltitz sont issus en partie de ses mémoires et la pièce peut aussi se lire comme un dialogue interne entre le général allemand et l'humain qu'est Choltitz. 

## Argument
Hôtel Meurice, Paris, le 25 août 1944, les Alliés arrivent aux portes de la ville. Peu avant l'aube, Dietrich von Choltitz (Niels Arestrup), gouverneur militaire du « Grand Paris » (« Groß Paris »), se prépare, sur ordre d'Adolf Hitler, à faire sauter la capitale. Pourtant, le spectateur sait explicitement que Paris ne sera pas détruit. La pièce propose un dialogue qui aurait pu avoir lieu entre le consul général de Suède Raoul Nordling et von Choltitz, général allemand dont la loyauté à l'égard du IIIe Reich était sans borne, expliquant son refus d’exécuter l’ordre du Führer.

## Distribution
- Niels Arestrup : le général Dietrich von Choltitz
- André Dussollier : Raoul Nordling
- Olivier Sabin : le caporal Helmut Mayer, ordonnance du général
- Marc Voisin : le capitaine Werner Ebernach, chargé de miner Paris
- Roman Kané : Hans Brensdorf, la sentinelle

## Équipe technique
- Mise en scène : Stéphan Meldegg
- Assistante mise en scène : Véronique Viel
- Conseillère artistique : Béatrice Agenin
- Lumière : Roberto Venturi
- Son : Michel Winogradoff
- Décors : Stéfanie Jarre
- Costume : Véronique Perrier

## Paris brûle-t-il?
C'est à la suite de la lecture d'un entrefilet dans Le Figaro révélant, d'après des archives militaires allemandes déclassifiées, que Paris aurait dû être détruit en août 1944, que Larry Collins et Dominique Lapierre eurent l'idée originale d'écrire le livre à succès Paris brûle-t-il ?, qui sera porté au cinéma par René Clément dans le film homonyme sorti en 1966.

Raoul Nordling y est interprété par Orson Welles et von Choltitz par Gert Fröbe.

## Adaptation cinématographique
L'auteur adapte sa pièce en 2014 avec Volker Schlöndorff sous le titre  Diplomatie.
Le film remporte le César de la meilleure adaptation lors des César 2015.